# Matthew Thornton
Matthew Thornton (ur. 1714 w Irlandii, zm. 24 czerwca 1803 w Newburyport, Massachusetts) – amerykański polityk, delegat Kongresu Kontynentalnego ze stanu New Hampshire, sygnatariusz Deklaracji Niepodległości Stanów Zjednoczonych.

## Życiorys
Matthew Thornton urodził się w Irlandii; wraz z ojcem wyemigrował do Stanów Zjednoczonych w 1716 r.; osiedlili się w Wiscasset, w stanie Maine; następnie przeniósł się do Worcester, w stanie Massachusetts; ukończył studia przygotowawcze, studiował medycynę i w 1740 r. rozpoczął praktykę w Londonderry, stanu New Hampshire; sędzia pokoju; pułkownik państwowej milicji w czasie wojny o niepodległość; członek Kongresu Kontynentalnego w latach 1776 - 1777; sędzia sądu w New Hampshire w latach 1776-1782; w 1779 r. przeniósł się do Exeter, w  stanie New Hampshire; w 1789 r. przeniósł się do Merrimack, w  stanie New Hampshire, gdzie kupił farmę i pozostałe lata swojego życia spędził jako pisarz, zmarł w Newburyport, w stanie Massachusetts.